# Multinomiale verdeling
In de kansrekening en de statistiek is de multinomiale verdeling een discrete, multivariate kansverdeling die gezien kan worden als de generalisatie van de binomiale verdeling. De binomiale verdeling is de kansverdeling van het aantal successen in {\displaystyle n} onafhankelijke bernoulli-experimenten met gelijke succeskans {\displaystyle p}. Als een experiment met aselecte trekkingen niet slechts twee uitkomsten (bv. succes en mislukking) heeft, maar meer, beschrijft de multinomiale verdeling de kansen op mogelijke aantallen van de verschillende uitkomsten, als zo'n experiment een vast aantal keren herhaald wordt.
Als voorbeeld kan men denken aan het trekken van een kaart uit een goed geschud pak speelkaarten. De getrokken kaart wordt teruggelegd en na goed schudden wordt het experiment herhaald. Als uitkomst noteert men de kleur van de getrokken kaart. Er zijn vier mogelijkheden: schoppen (♠), harten (♥), ruiten  (♦) en klaveren (♣). Bij elke trekking is de kans 1/4 op elk van deze kleuren. De kansverdeling van het aantal getrokken kaarten van de vier kleuren bij 10 keer trekken is een multinomiale verdeling. De kans op bijvoorbeeld de gebeurtenis 1♠, 2♥, 3♦ en 4♣ bepaalt men door te bedenken dat de mogelijkheid dat de kaarten in de aangegeven volgorde getrokken zijn een kans heeft van:
{\displaystyle \left({\frac {1}{4}}\right)^{1}\left({\frac {1}{4}}\right)^{2}\left({\frac {1}{4}}\right)^{3}\left({\frac {1}{4}}\right)^{4}}
De kaarten kunnen echter ook in een andere volgorde getrokken zijn met dezelfde kans. Het aantal mogelijke volgordes is:
{\displaystyle {10! \over 1!\,2!\,3!\,4!}}
De kans op de genoemde gebeurtenis is dus:
{\displaystyle {10! \over 1!\,2!\,3!\,4!}\left({\frac {1}{4}}\right)^{1}\left({\frac {1}{4}}\right)^{2}\left({\frac {1}{4}}\right)^{3}\left({\frac {1}{4}}\right)^{4}}

## Definitie
Als een experiment {\displaystyle k} verschillende uitkomsten heeft, met respectievelijke kansen {\displaystyle p_{1},\ldots ,p_{k}} op deze uitkomsten, waarbij dus geldt dat {\displaystyle p_{1}+\ldots +p_{k}=1}, en {\displaystyle X_{i}} het aantal keren is dat de uitkomst {\displaystyle i} verkregen wordt in {\displaystyle n} onafhankelijke uitvoeringen van het experiment, dan wordt de kansverdeling van de vector {\displaystyle (X_{1},\dots ,X_{k})} gegeven door:
{\displaystyle P(X_{1}=x_{1},\ldots ,X_{k}=x_{k})={n! \over x_{1}!\cdots x_{k}!}p_{1}^{x_{1}}\cdots p_{k}^{x_{k}}},
waarin {\displaystyle (x_{1},\ldots ,x_{k})} niet-negatieve gehele getallen zijn, met {\displaystyle x_{1}+\ldots +x_{k}=n}.
Deze verdeling heet de multinomiale verdeling met parameters {\displaystyle n} en {\displaystyle p_{1},\ldots ,p_{k}}.

## Voorbeeld
In een bepaald land heeft 30% van de inwoners bruin haar, 25% blond haar, en 45% een andere haarkleur. De kans dat bij trekking met terugleggen van zes willekeurig gekozen mensen er twee bruin, één blond en dus drie een andere haarkleur hebben, is een multinomiale kans en  wordt als volgt berekend.
De steekproefgrootte is {\displaystyle n=6}. De {\displaystyle k=3} verschillende uitkomsten zijn 1: "bruin", 2: "blond", 3: "anders", met bijbehorende kansen 0,3,  0,25 en 0,45. De gevraagde kans is:
{\displaystyle P(X_{1}=2,X_{2}=1,X_{3}=3)={6! \over 3!\,2!\,1!}0{,}3^{2}\cdot 0{,}25^{1}\cdot 0{,}45^{3}\approx 0{,}1230}

## Momenten
Elk van de stochastische variabelen {\displaystyle X_{i}} is binomiaal verdeeld, zodat de verwachtingswaarde gelijk is aan:
{\displaystyle \operatorname {E} (X_{i})=np_{i}},
en de variantie gegeven wordt door
{\displaystyle \operatorname {var} (X_{i})=np_{i}(1-p_{i})}
De covariantie tussen {\displaystyle X_{i}} en {\displaystyle X_{j}} is
{\displaystyle \operatorname {cov} (X_{i},X_{j})=-np_{i}p_{j}}
als {\displaystyle i\neq j}.

## Eigenschap
Elk van de {\displaystyle k} afzonderlijke componenten heeft als marginale verdeling een binomiale verdeling met parameters {\displaystyle n} en {\displaystyle p_{i}}.